# Junction City (Kentucky)
Junction City es una ciudad ubicada en el condado de Boyle en el estado estadounidense de Kentucky. En el Censo de 2010 tenía una población de 2241 habitantes y una densidad poblacional de 467,96 personas por km².

## Geografía
Junction City se encuentra ubicada en las coordenadas 37°35′8″N 84°47′28″O / 37.58556, -84.79111. Según la Oficina del Censo de los Estados Unidos, Junction City tiene una superficie total de 4.79 km², de la cual 4.78 km² corresponden a tierra firme y (0.27%) 0.01 km² es agua.

## Demografía
Según el censo de 2010, había 2241 personas residiendo en Junction City. La densidad de población era de 467,96 hab./km². De los 2241 habitantes, Junction City estaba compuesto por el 95.67% blancos, el 1.78% eran afroamericanos, el 0.18% eran amerindios, el 0.13% eran asiáticos, el 0.09% eran isleños del Pacífico, el 0.8% eran de otras razas y el 1.34% pertenecían a dos o más razas. Del total de la población el 2.32% eran hispanos o latinos de cualquier raza.